# Cactus rustique
Classification phylogénétique
Espèce
Statut de conservation UICN

 LC  : Préoccupation mineure
Statut CITES
Le cactus rustique (Cylindropuntia imbricata) est une plante du Mexique et du sud-ouest des États-Unis.

## Description
C'est une plante arborescente qui peut atteindre de 3 à 5 mètres de haut. Les cladodes (tiges modifiées, de forme aplatie) terminaux ont 2 à 3 cm d'épaisseur. Unis les uns aux autres, ils tendent à former des branches ; ceux de la base se lignifient au fil des années pour former un véritable tronc. Les feuilles, cylindriques, de 8 à 22 mm de long sont éphémères. Les aiguillons ("épines") sont bruns, de 2 à 3 cm de longueur. Les fleurs, de 4 à 6 cm de longueur et de 8 à 9 cm de diamètre, de couleur rose-rouge à rouge carmin, sont groupées à l'apex du rameau. Le fruit est jaunâtre, très mamelonné et porte peu d'aiguillons.